# Matjaž Gruden
Matjaž Gruden, slovenski pravnik, diplomat, kolumnist in filmski igralec, * 24. november 1965, Ljubljana.
Matjaž Gruden je znan po vlogi v mladinskem filmu Sreča na vrvici, kjer je igral naslovno vlogo Matica. Pozneje se je posvetil pravu in delu v diplomaciji.
Leta 1990 je diplomiral na ljubljanski pravni fakulteti, nato pa junija 1991 končal podiplomski študij evropskega prava v Belgiji, od leta 1992 službuje v diplomaciji. Med leti 1992-1995 bil zaposlen na Ministrstvu za zunanje zadeve, najprej v Ljubljani potem pa tri leta na Stalnem predstavništvu RS pri EU v Bruslju. Živi v Strasbourgu, kjer od 1995 uslužbenec Sveta Evrope (bil je svetovalec predsednika parlamentarne skupščine lorda Russell-Johnstona, sekretar nadzornega komiteja, pisec govorov in predstavnik generalnega sekretarja za odnose z javnostmi, od 2009 je bil namestnik direktorja kabineta Thorbjørna Jaglanda, od 2015 je bil direktor strateškega načrtovanja Sveta Evrope, maja 2018 pa je bil imenovan za direktorja za demokratično participacijo in prevzel odgovornost za vse programe Sveta Evrope na področju izobraževanja, mladih in kulture). Od januarja 2024 je direktor novega direktorata Sveta Evrope za demokracijo, zadolženega za dejavnosti na področju svobode medijev, civilne družbe, kulture in kulturne dediščine, mladih in izobraževanja. Matjaž Gruden redno objavlja prispevke o evropskih in mednarodno političnih  temah, človekovih pravicah in demokraciji. Od 2017 je redni kolumnist mariborskega Večera. 2018 je pri založbi ebesede izšla knjiga “Žive naj vsi narodi”.
Njegova brata sta igralec Gregor Gruden, in gastroenterolog Andrej Gruden, oče novinar Igor Gruden, mama pa pedagoginja in psihologinja Julijana Gruden.

## Filmske vloge
- Sreča na vrvici (rež. Jane Kavčič, 1977),
- Učna leta izumitelja Polža (rež. Jane Kavčič, 1982)